# Гофгартен (Мюнхен)
Гофга́ртен (нім. Hofgarten) — парк у стилі бароко в центрі Мюнхена.
Ренесансний парк Гофгартен закладений в італійському стилі в 1613—1617 рр. при Максиміліані I. Головним входом у парк є ворота, звернені до церкви Театінеркірхе, які є першим творінням архітектора Лео фон Кленце в Мюнхені. З двох сторін Гофгартен обмежений аркадними галереями. У північній частині розташовується Німецький музей театру, у західній — фрески Петера фон Корнеліуса оповідають про історію будинку Віттельсбахів. Південну межу Гофгартена утворює фасад Мюнхенського палацу-резиденції, у східній частині якого міститься Баварська державна канцелярія.

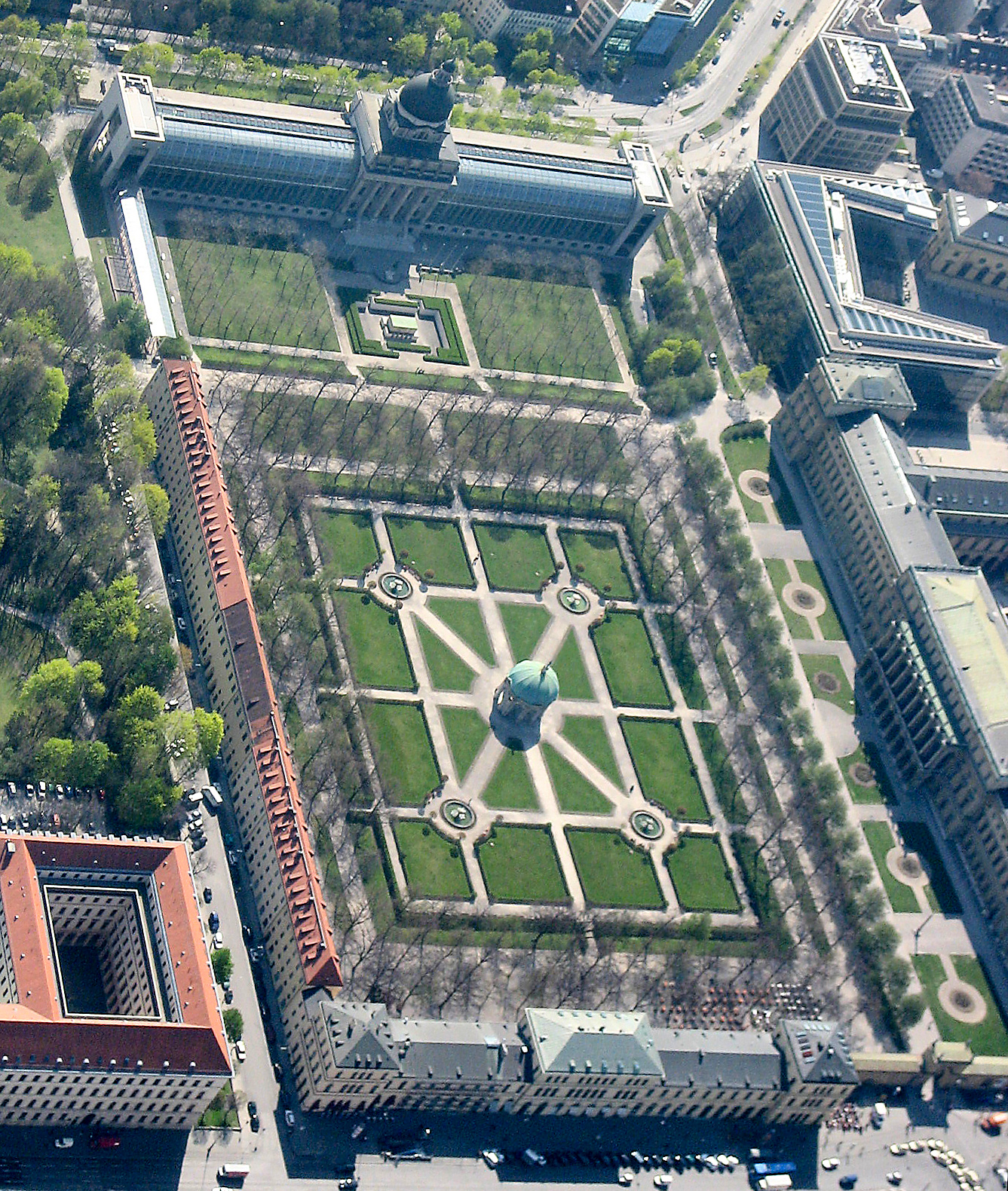
Вид з висоти пташиного польоту

У центрі Гофгартена розташований павільйон під назвою «Храм Діани» (нім. Dianatempel), побудований в 1615 р. Від кожної з восьми арок павільйону по Гофгартену розходяться доріжки, які визначили його структуру. У павільйоні проходять концерти, вечорами, у літній час (травень-вересень) у середу і неділю в Храмі Діани танцюють сальсу, в п'ятницю аргентинське танго, вдень відвідувачів парку розважають вуличні музиканти. Дах Храму Діани прикрашає копія «Баварської Теллус» — бронзової статуї роботи Губерта Герхарда 1623 р. Оригінал статуї знаходиться в Імператорському залі Мюнхенської Резиденції.
Під час Другої світової війни Гофгартен був зруйнований. Відновлений Гофгартен являє собою стилістичний компроміс між англійським ландшафтним парком, що з'явився тут на основі плодового парку середини XIX ст., і початковим проєктом парку XVII ст.